# Angel Bat Dawid
Angel Bat Dawid (* 1980 in Chicago als Angel Elmore) ist eine amerikanische Jazzmusikerin (Klarinette, Gesang, Komposition).

## Leben und Wirken
Dawid hatte seit dem Alter von zwölf Jahren Klavierunterricht und wollte Musikerin werden. Umständebedingt arbeitete sie zunächst als Verkäuferin, bis sie 2014 ausstieg, um sich der Musik zu widmen. Sie konzentrierte sich darauf, zu singen, Klarinette und Klavier zu spielen und zu komponieren. Bald besuchte sie die Freejazz-Sessions des Saxophonisten David Boykin und gründete ihre Participatory Music Coalition mit gleichgesinnten Musikern. Ihr Künstlername „Bat Dawid“ (hebräisch für „Tochter Davids“) spielt auf die spirituelle Dimension ihrer Musik an. Daneben arbeitete sie zunehmend in den Ensembles von Ben LaMar Gay, Damon Locks, Jaimie Branch oder Matthew Lux; 2018 trat sie auch im Duo mit Roscoe Mitchell auf.
2019 veröffentlichte das Jazzlabel International Anthem ihr Solo-Album The Oracle, auf dem sie auch eigene Stücke interpretierte. Das Album erhielt sehr gute Kritiken. Im Herbst 2019 tourte sie durch Europa. 2020 legte sie das großteils beim Jazzfest Berlin im Vorjahr mitgeschnittene Album LIVE vor. 2021 folgte das Soloalbum Hush Harbor Mixtape Vol. 1 Doxology, 2023 ihr „kontroverses Konzeptalbum“ Requiem for Jazz.
Zudem ist sie auf Alben von Rob Mazurek, Makaya McCraven, Tim Daisy, Damon Locks Black Monument Ensemble (NOW, 2021), Sons of Kemet (Black to the Future, 2021), Eddie Hicks Nok Cultural Ensemble (Njhyi, 2022) und I luma von A. Billi Free zu hören. 2019 wurde sie vom Kritiker-Poll des Magazins JazzTimes in der Kategorie New Artist ausgezeichnet. 2022 war Dawid Artist in Residence beim New Yorker Winter Jazz Fest.

## Diskographische Hinweise
- Angel Bat Dawid & Naima Nefertari: Journey to Nabta Playa (SpiritMuse, 2025)